# استیونستاون (ویسکانسین)
استیونستاون (به انگلیسی: Stevenstown) یک منطقهٔ مسکونی در ایالات متحده آمریکا است که در شهرستان لا کروس، ویسکانسین واقع شده‌است. استیونستاون ۲۳۱٫۰۴ متر بالاتر از سطح دریا واقع شده‌است.